# 小行星1956
小行星1956（1956 Artek）是一颗绕太阳运转的小行星，为主小行星带小行星。该小行星于1969年10月8日发现。
該小行星以黑海沿岸的國際兒童中心阿爾泰克命名。

## 轨道参数
小行星1956的轨道半长轴为3.2131660 UA，离心率为0.095。